# Црква Светог Великомученика Георгија у Котражи
Црква Светог Великомученика Георгија у Котражи, насељеном месту Општине Лучани, припада Епархији жичкој Српске православне цркве. Подигнута je 1873. године.
Храм је једнобродне подужне основе, засведен полуобличастим сводом, са звоником над припратом. Фасада је расчлањена пиластрима и профилисаним кровним венцем. Са страна портала постављене су рељефне мермерне спомен-плоче са именима ратника палих у ратовима од 1912. до 1918. године.

## Иконостас
Иконостас је 1938. године израдио руски емигрант сликар Иван Мељников, а освештао Епископ жички Свети Николај Велимировић, о чему сведочи текст објављен у Прегледу цркве Епархије жичке:
О храмовној слави у Котражи, 6. маја 1938. године, извршено је освећење новоподигнутог иконостаса који је изградио са 34 комада икона наш познати стручњак за иконографију и дуборез Иван Мељников из Битоља. Ову је свечаност увеличао својим присуством наш мудри духовни Архипастир Епископ Николај. 
Прангије и звона зором су сакупили народ пред цркву у Котражи. Свештенство са народом дочекује Владику. (...) Владика  уз суделовање десет свештеника извршује освећење новог иконостаса, служи свету Литургију, парастос изгинулим ратницима и умрлим свештеницима, сече славски колач и беседи народу присутном кога је било преко 3000 душа. Присутне је нарочито ганула пажња Епископова, што је за време парастоса изгинулим ратницима, он лично прочитао имена и презимена са спомен плоча 200 изгинулих ратника.